# Людмила Исаева
Людмила Антонова Исаева е българска поетеса, втора съпруга на поета и деец на БКП Младен Исаев.

## Биография
Родена е на 1 март 1926 г. в Провадия. Завършва Педагогическия институт в Шумен през 1948 г. Участва в бригардирското движение. От 1949 г. работи като сътрудник на Радио София. През 1964 г. става редактор в издателство „Български писател“. Членува в Съюза на българските писатели. През 1970 г. при преглед в Париж откриват, че е болна от левкопения. На 15 септември 1991 г. изпива голямо количество рудотел и други лекарства, разбъркани в чаша коняк. Намират я вече изпаднала в кома. Умира в болница „Пирогов“ в София два дни по-късно.